# Marek Chlanda
Marek Chlanda (* 12. November 1954 in Krakau) ist ein polnischer Zeichner, Grafiker, Installations- und Performancekünstler.
Chlanda studierte bis 1978 Grafik an der Akademie der Bildenden Künste Krakau, wo er von 1980 bis 1982 auch unterrichtete. Mit Studenten aus dem norwegen Bergen experimentierte er 1983–84 mit einer Wanderakademie. Von 1986 bis 1988 unterrichtete er an der Außenstelle Cieszyn der Schlesischen Universität.
Mitte der 1970er Jahre debütierte Chlanda als Karikaturist. In seine grafischen Arbeiten bezog er von Anfang an Elemente wie Performance, Konzert und Dokumentation ein und verwendete Objekte wie Fellstücke und Holzblöcke, Lamellen und Kordeln. Seine Arbeiten entstehen in der Regel als Serien wie Beatyfikacje (2006–07) und Tranzyt (2009–10). Nach Nozizen Andrzej Szewczyks entstand 2012 die Serie Uzdrowisko.
Neben zahlreichen Gruppenausstellungen hatte Chlanda Einzelausstellungen u. a. im Kunstmuseum Lodz (1985), dem Museum der Akademie der Bildenden Künste in Warschau (Miejsca rzeźby. Beuys, Chlanda, Rabinowitch, 1988), in der Warschauer Galeria Foksal (Kodeks Nadwiślański, 2003; Pamiętniki Boga, 2004; Sześć dni, 2006) im Nationalmuseum Poznań (Beatyfikacje, 2009) und im Museum für Gegenwartskunst Krakau (Tranzyt, 2012). Im Ausland wurden seine Werke u. a. bei der Biennale of Sydney (1982) und in den Ausstellung Polish Realities in Glasgow (1988) und Positionen Polen in Berlin (1991) gezeigt.